# Symplocos groffii
Symplocos groffii är en tvåhjärtbladig växtart som beskrevs av Elmer Drew Merrill. Symplocos groffii ingår i släktet Symplocos och familjen Symplocaceae. Inga underarter finns listade i Catalogue of Life.